# Skeleton nos Jogos Olímpicos de Inverno de 2006 - Masculino
A competição masculina de skeleton nos Jogos Olímpicos de Inverno de 2006 foi disputado no dia 17 de fevereiro.

## Medalhistas
| Ouro   | CAN Duff Gibson   |
| Prata  | CAN Jeff Pain     |
| Bronze | SUI Gregor Stähli |

## Resultados
| Pos. | Nome                    | 1ª Corrida | 2ª corrida | Total   | Dif.  |
| ---- | ----------------------- | ---------- | ---------- | ------- | ----- |
|      | CAN Duff Gibson         | 0:57.80    | 0:58.08    | 1:55.88 | —     |
|      | CAN Jeff Pain           | 0:57.98    | 0:58.16    | 1:56.14 | +0.26 |
|      | SUI Gregor Stähli       | 0:58.39    | 0:58.41    | 1:56.80 | +0.92 |
| 4    | CAN Paul Boehm          | 0:58.61    | 0:58.45    | 1:57.06 | +1.18 |
| 5    | GBR Kristan Bromley     | 0:58.35    | 0:58.75    | 1:57.10 | +1.22 |
| 6    | USA Eric Bernotas       | 0:58.43    | 0:58.76    | 1:57.19 | +1.31 |
| 7    | LAT Martins Dukurs      | 0:58.79    | 0:58.60    | 1:57.39 | +1.51 |
| 8    | GBR Adam Pengilly       | 0:58.37    | 0:59.09    | 1:57.46 | +1.58 |
| 9    | GER Sebastian Haupt     | 0:58.48    | 0:59.10    | 1:57.58 | +1.70 |
| 10   | NZL Ben Sandford        | 0:59.16    | 0:58.60    | 1:57.76 | +1.88 |
| 11   | JPN Kazuhiro Koshi      | 0:58.65    | 0:59.40    | 1:58.05 | +2.17 |
| 12   | ITA Maurizio Oioli      | 0:59.28    | 0:59.24    | 1:58.52 | +2.64 |
| 13   | AUT Martin Rettl        | 0:59.23    | 0:59.53    | 1:58.76 | +2.88 |
| 14   | FRA Phillippe Cavoret   | 0:59.79    | 0:59.08    | 1:58.87 | +2.99 |
| 15   | RUS Alexander Tretiakov | 0:59.71    | 0:59.32    | 1:59.03 | +3.15 |
| 16   | AUT Markus Penz         | 0:59.55    | 0:59.51    | 1:59.06 | +3.18 |
| 17   | USA Kevin Ellis         | 0:59.46    | 0:59.75    | 1:59.21 | +3.33 |
| 18   | JPN Masaru Inada        | 0:59.63    | 0:59.74    | 1:59.37 | +3.49 |
| 19   | BER Patrick Singleton   | 1:00.06    | 0:59.75    | 1:59.81 | +3.93 |
| 20   | IRL David Connolly      | 0:59.97    | 1:00.00    | 1:59.97 | +4.09 |
| 21   | RSA Tyler Botha         | 0:59.43    | 1:00.63    | 2:00.06 | +4.18 |
| 22   | AUS Shaun Boyle         | 1:00.13    | 1:00.00    | 2:00.13 | +4.25 |
| 23   | KOR Kang Kwang Bae      | 1:00.41    | 0:59.88    | 2:00.29 | +4.41 |
| 24   | GER Frank Rommel        | 0:59.94    | 1:00.41    | 2:00.35 | +4.47 |
| 25   | USA Chris Soule         | 1:00.33    | 1:00.90    | 2:01.23 | +5.35 |
| 26   | CRO Nikolai Nimac       | 1:01.86    | 1:02.44    | 2:04.30 | +8.42 |
| 27   | LIB Patrick Antaki      | 1:03.01    | 1:01.43    | 2:04.44 | +8.56 |

Legenda
| Recorde mundial      | Recorde mundial (World record)               |                       | Recorde africano                      | Recorde africano (African) |                                           | Q | Classificado por posição (Qualified) |
| Recorde olímpico     | Recorde olímpico (Olympic record)            | Recorde da América    | Recorde da América (Americas)         | q                          | Classificado por melhor tempo (Qualified) |   |                                      |
| Melhor marca do ano  | Melhor marca do ano (World leading)          | Recorde asiático      | Recorde asiático (Asian)              | DNS                        | Não largou (Did not start)                |   |                                      |
| Recorde nacional     | Recorde nacional (National record)           | Recorde europeu       | Recorde europeu (European)            | DNF                        | Não terminou (Did not finish)             |   |                                      |
| Recorde pessoal      | Recorde pessoal do atleta (Personal best)    | Recorde da Oceania    | Recorde da Oceania (Oceania)          | DSQ / DQ                   | Desclassificado (Disqualified)            |   |                                      |
| Recorde da temporada | Recorde da temporada do atleta (Season best) | Recorde sul-americano | Recorde sul-americano (South America) | NM                         | Sem marca (No mark)                       |   |                                      |